# Gobius incognitus
Gobius incognitus, comunemente conosciuto come ghiozzo incognito, è un pesce della 
famiglia Gobiidae.

## Distribuzione e habitat
Mar Mediterraneo e Oceano Atlantico contiguo, fino a circa 12-15 metri di profondità ma di solito assai più in superficie (anche pochi cm di acqua).

## Descrizione
Difficile da riconoscere da Gobius bucchichi, Gobius fallax. Sono tipici:
- una striscia scura non ben distinta attraverso l'occhio, visto da davanti queste 2 linee formano una V
- punti scuri allineati sul corpo con una linea di punti più scuri lungo i fianchi
- sono sempre visibili per questa specie o tre file di punti allineati sulle guance, oppure due file di punti con punti sparsi fra di esse, oppure solo punti sparsi (diversamente da Gobius bucchihi che ha sempre due file di punti sulle guance senza punti tra esse)[1].

Fino al 2016 la specie Gobius incognitus non era nota come specie distinta da Gobius bucchichi ed essendo la specie di gran lunga più diffusa è probabile che la maggior parte degli studi e delle informazioni precedenti relativi a Gobius bucchichi siano attribuibili in realtà alla nuova specie Gobius incognitus.
Raggiunge i 15 cm.

## Alimentazione
Si nutre di policheti, crostacei (anfipodi), molluschi, alghe.

## Biologia
Vive spesso tra i tentacoli dello cnidario antozoo Anemonia viridis al cui veleno è immune.